# Poul Heegaard
Poul Heegaard (né le 2 novembre 1871 à Copenhague, décédé le 7 février 1948 à Oslo) est un mathématicien danois, spécialiste de topologie. 
Les contributions majeures de Heegaard sont en topologie combinatoire, un domaine qu'il va contribuer à faire naître. Il est notamment l'auteur avec Max Dehn d'un article fondamental en topologie, dans lequel est donnée la première preuve du théorème de classification des surfaces compactes.
Pour construire un contre-exemple à un célèbre théorème de Poincaré (montrant ainsi une erreur dans la formulation initiale de ce théorème), Heegaard introduit une étude des décompositions des variétés, le scindement de Heegaard (en). Ces outils sont aujourd'hui utilisés notamment dans l'étude des surfaces minimales et de l'homologie de Floer.
D'un scindement de Heegaard on peut obtenir des diagrammes de Heegaard qui portent une information riche sur la topologie de la variété considérée, suffisante notamment pour construire le contre-exemple recherché par Heegaard.

## Biographie[2],[3],[4]
Fils du philosophe Sophus Heegaard (da) et de Louise Henriette Laurenze Fensmark, Poul Heegaard obtient en 1889 son diplôme (artium) à la Metropolitanskolen de Copenhague. Il intègre alors l'Université de Copenhague, mais la mort de son père et de sa sœur aînée Henny en 1884 l'oblige à trouver le moyen de s'assurer un revenu suffisant. À cette fin il donne des cours privés et devient examinateur pour le Polyteknisk Læreanstalt. Il assiste notamment aux cours de Zeuthen, Petersen et Thiele. Heegaard soutient en 1893 son mémoire sur les courbes algébriques sous la direction de Zeuthen.

Diplômé, il quitte Copenhague pour Paris en 1893, mais ne parvient pas à travailler avec les mathématiciens français. Il assiste au cours de Picard et de Jordan, mais ne parvient pas à s'y intéresser ; Heegaard écrit à leur sujet, :
Il parcourait son livre 'Leçons d'Analyse' mot à mot. Lorsqu'il entrait dans la salle [...] il se servait un verre d'eau et plaçait des morceaux de sucre à côté. Quelques étudiants notaient scrupuleusement le nombre de morceaux de sucre consommés par Picard lors de chaque leçon [...] J'ai entendu les leçons de Camille Jordan au Collège de France. De lui non plus je n'ai pas eu de présentation excitante. Il a parcouru les feuilles de preuves de son 'Cours d'Analyse'. De temps à autre, il s'arrêtait pour les corriger au crayon.
Heegaard part donc pour Göttingen la même année, rejoindre Klein qui va le familiariser aux travaux de Poincaré. En 1897, Heegaard prend connaissance d'une publication récente de Poincaré en topologie mais réalise qu'un des théorèmes centraux de cet article pose problème. Heegaard se met en quête d'un contre-exemple. La même année, Heegaard épouse Johanne Magdalene Johansen. Ils ont un fils en 1897, Lorentz Heegaard. L'analyse du théorème de dualité de Poincaré et les contre-exemples trouvés par Heegaard constituent l'essentiel de la thèse que ce dernier va défendre en 1898 sous le titre « Prolégomènes à une théorie topologique de la cohérence des surfaces algébriques, ».
Ces travaux - qui montrent notamment une erreur dans la version du théorème publiée par Poincaré - valent à Heegaard une renommée immédiate, y compris auprès de Poincaré lui-même avec qui il a désormais plusieurs échanges ; sa thèse est traduite en français en 1916. Cette célébrité rapide attire l'attention des éditeurs de l'Encyklopädie der mathematischen Wissenschaften, qui lui passent commande d'un article. Heegaard rédige ainsi en 1907, avec Dehn, un article posant les bases de la « nouvelle analysis situs ». On y trouve notamment la première preuve rigoureuse du théorème de classification des surfaces compactes.
En 1910, Heegaard est nommé professeur de mathématiques à l'Université de Copenhague, reprenant le poste laissé vacant par Zeuthen. Il quitte le poste en 1917, avançant comme raisons de son départ une quantité trop importante de travail et des conflits avec ses collègues, en particulier Harald Bohr. 
Heegaard obtient en 1918 une chaire de géométrie à l'Université de Kristiania, qu'il va occuper jusqu'à sa retraite en 1941.
Entre autres contributions à la vie mathématique norvégienne, Heegaard va mettre en place entre 1919 et 1923 la société mathématique (Norsk matematisk forening) et le journal de mathématiques (Norsk matematisk tidsskrift) norvégiens. Il présidera sur la société mathématique de 1929 à 1934. Peu attiré par la recherche, Heegaard s'est investi considérablement dans l'enseignement, la diffusion et la vulgarisation des sciences. Il publie ainsi très peu, ne produisant que deux ouvrages , destinés à l'instruction (respectivement des forces navales et des étudians au collège).